# Röjtökmuzsaj
Röjtökmuzsaj è un comune di 497 abitanti situato nella contea di Győr-Moson-Sopron, nell'Ungheria nordoccidentale.